# Claus Offe
Claus Offe (* 16. März 1940 in Berlin) ist ein deutscher Soziologe und Politikwissenschaftler.

## Biografie

### Ausbildung
Nach dem Studium der Soziologie, der Volkswirtschaft und der Philosophie an der Universität zu Köln und an der Freien Universität Berlin erwarb er 1965 das Diplom in Soziologie. Als Student war er Mitglied im SDS und Mitverfasser der SDS-Denkschrift Hochschule in der Demokratie (1961).

### Beruf
Von 1965 bis 1969 war er Assistent am Seminar für Soziologie an der Johann Wolfgang Goethe-Universität in Frankfurt am Main bei Jürgen Habermas. Er wurde 1968 mit der Arbeit „Leistungsprinzip und industrielle Arbeit“ zum Dr. rer. pol. promoviert und habilitierte sich 1973 im Fachbereich Politikwissenschaft an der Universität Konstanz.
Offe war als Professor für Politikwissenschaft und Soziologie von 1975 bis 1988 an der Universität Bielefeld und von 1988 bis 1995 an der Universität Bremen tätig. In Bremen war er zudem Leiter der Abteilung Theorie und Verfassung des Wohlfahrtstaates am Zentrum für Sozialpolitik. Von 1995 bis zu seiner Emeritierung im Jahr 2005 war er Professor für Politische Soziologie und Sozialpolitik am Institut für Sozialwissenschaften der Humboldt-Universität in Berlin. Von 2005 bis 2012 gehörte er zum Professorium der Hertie School of Governance Berlin.
Offe hatte sich in der Studentenbewegung engagiert und war sowohl Gründungsmitglied des Basic Income European Networks (mittlerweile Basic Income Earth Network) als auch der Partei Die Grünen.

### Wirken
Offe ist zwar marxistisch geprägt, war aber auch zur Zeit der Studentenrevolte dem undogmatischen Flügel der Studentenbewegung zuzurechnen. Er wird zur Nachfolgegeneration der Frankfurter Schule gerechnet und hat mit Habermas eine Arbeitsteilung praktiziert, bei der Habermas die philosophischen und weitgespannten sozialtheoretischen Fragen, Offe die politisch-soziologischen Aspekte übernommen hat. Offe hat neue Impulse, gerade aus der amerikanischen Soziologie, aufgegriffen und für die deutsche Soziologie fruchtbar gemacht, z. B. das Konzept der „horizontalen Disparitäten“. Er war Doktorvater einer Reihe von Politikwissenschaftlern und Soziologen: u. a. von Wolfgang Streeck, Helmut Wiesenthal, Peter A. Kraus, Wolfgang Merkel und Benjamin-Immanuel Hoff. 1989 wurde er als ordentliches Mitglied in die Academia Europaea aufgenommen. 1995 wählte man ihn in die American Academy of Arts and Sciences.
Offe wurde 2012 von der Deutschen Vereinigung für Politische Wissenschaft der Theodor-Eschenburg-Preis zugesprochen. Er nahm den Preis an, kritisierte aber die Namensgebung für den Preis. Der Namensgeber Theodor Eschenburg habe sich zu Lebzeiten nie ausreichend von seinem Handeln unter dem NS-Regime distanziert, in das er wohl tiefer verstrickt war als angenommen.
Als kritischer Analytiker der kapitalistischen Rationalisierung der Arbeit ist Offe ein streitbarer Verfechter des bedingungslosen Grundeinkommens. Ehrenamtlich ist er im wissenschaftlichen Beirat des Netzwerks Grundeinkommen aktiv, dem Basic Income Earth Network – Deutschland. Sein Buch Strukturprobleme des kapitalistischen Staates von 1972, das von Habermas’ Thesen geprägt war und ebenso Habermas’ Untersuchungen beeinflusste, galt zur Zeit der Studentenbewegung als wichtige Lektüre.
Seit 2001 sind Claus Offe und die Bürgerrechtlerin Ulrike Poppe verheiratet.

## Schriften (Auswahl)
- Leistungsprinzip und industrielle Arbeit. Mechanismen der Statusverteilung in Arbeitsorganisationen der industriellen „Leistungsgesellschaft“. Frankfurt/M.: Europäische Verlagsanstalt, 1970.
- Strukturprobleme des kapitalistischen Staates. Aufsätze zur politischen Soziologie. Suhrkamp, Frankfurt/M. 1973.
  - Veränderte Neuausgabe, herausgegeben und eingeleitet von Jens Borchert/Stephan Lessenich, Campus, Frankfurt/M. 2006, ISBN 978-3-593-37756-8.
- (mit anderen) Arbeitsgesellschaft. Strukturprobleme und Zukunftsperspektiven. Campus, Frankfurt/M. 1984, ISBN 3-593-33311-2.
- Der Tunnel am Ende des Lichts. Erkundungen der politischen Transformation im Neuen Osten. Campus, Frankfurt/M. 1994.
- Vollbeschäftigung? Zur Kritik einer falsch gestellten Frage. In: Karlheinz Bentele, Bernd Reissert, Ronald Schettkat (Hg.): Die Reformfähigkeit von Industriegesellschaften. Festschrift für Fritz W. Scharpf. Campus, Frankfurt/M. 1995, ISBN 3-593-35305-9, S. 240–249.
- mit Susanne Angerhausen, Holger Backhaus-Maul, Thomas Olk und Martina Schiebel (Hrsg.): Überholen ohne Einzuholen. Freie Wohlfahrtspflege in Ostdeutschland. VS Verlag für Sozialwissenschaften, Opladen / Wiesbaden 1998, ISBN 3-531-13298-9.
- Herausforderungen der Demokratie. Zur Integrations- und Leistungsfähigkeit politischer Institutionen. Campus, Frankfurt/M. 2004, ISBN 978-3-593-37153-5.
- Selbstbetrachtung aus der Ferne. Tocqueville, Weber und Adorno in den Vereinigten Staaten. Suhrkamp, Frankfurt/M. 2004, ISBN 978-3-518-58399-9.
- Europa in der Falle. Suhrkamp, Berlin 2016, ISBN 978-3-518-12691-2.

Gesammelte Schriften
- Band 1: Macht und Effizienz. Studien zur kapitalistischen Rationalisierung der Arbeit. Springer VS, Wiesbaden 2018, ISBN 978-3-658-21937-6.
- Band 2: Der Wohlfahrtsstaat und seine Bürger. Springer VS, Wiesbaden 2019, ISBN 978-3-658-22258-1.
- Band 3: Institutionen, Normen, Bürgertugenden. Springer VS, Wiesbaden 2019, ISBN 978-3-658-22260-4.
- Band 4: Liberale Demokratie und soziale Macht. Demokratietheoretische Studien. Springer VS, Wiesbaden 2019, ISBN 978-3-658-22264-2.
- Band 5: Staatskapazität und Europäische Integration. Springer VS, Wiesbaden 2019, ISBN 978-3-658-22266-6.
- Band 6: Übergänge. Vom Staatssozialismus zum demokratischen Kapitalismus. Springer VS, Wiesbaden 2020, ISBN 978-3-658-22262-8.

Essays
- Gesine Schwan. Warum sie den Linken ersparen? In: FAZ. 24. Juli 2008.
- Gerd Grözinger, Michael Maschke, Claus Offe: Die Teilhabegesellschaft. Für einen neuen Sozialkontrakt mit Zukunftsperspektive. (PDF-Dokument; 44 kB).

Interviews
- „Das ist Gift für die Demokratie.“  Interview in der taz vom 20. Mai 2005.
- „Die Liberalisierung war gewaltig.“ Interview in der taz vom 13. September 2005.
- „Bist du drinnen, oder bist du draußen … das ist hier die Frage.“ Gespräch mit Heinz Bude in der Frankfurter Rundschau vom 19. März 2008.
- „Wir brauchen einen europäischen Soli.“ In: Die Zeit. 26. April 2017.